# Czinczér István
Czinczér István (Arad, 1908 – Arad, 1980[forrás?]) magyar nemzetiségű román válogatott labdarúgó, kapus.

## Pályafutása

### Klubcsapatban
Az AMEF Arad csapatában kezdte a labdarúgást, ahol 1925 és 1927 között szerepelt az első csapatban. 1927 és 1929 között az UD Reșița együttesében védett. 1929 és 1939 között a Nagyváradi AC játékosa volt és két bajnoki ezüst- és egy bronzérmet szerzett a csapattal.

### A válogatottban
1929 és 1932 között hat alkalommal szerepelt a román válogatottban.

## Sikerei, díjai
- Román bajnokság
  - 2.: 1932–33, 1934–35
  - 3.: 1933–34

## Statisztika

### Mérkőzései a román válogatottban
| Románia | Románia              | Románia                         | Románia               | Románia  | Románia                | Románia              | Románia | Románia |
| #       | Dátum                | Helyszín                        | Hazai                 | Eredmény | Vendég                 | Kiírás               | Gólok   | Esemény |
| ------- | -------------------- | ------------------------------- | --------------------- | -------- | ---------------------- | -------------------- | ------- | ------- |
| 1.      | 1929. október 6.     | Bukarest                        | Románia               | 2 – 1    | Jugoszlávia            | Balkán-kupa          | -       |         |
| 2.      | 1931. szeptember 20. | Nagyvárad                       | Románia               | 4 – 0    | Csehszlovákia (amatőr) | Európa-kupa (amatőr) | -       |         |
| 3.      | 1931. október 4.     | Budapest, Hungária körúti pálya | Magyarország (amatőr) | 4 – 0    | Románia                | Európa-kupa (amatőr) | -       |         |
| 4.      | 1932. június 12.     | Bukarest                        | Románia               | 6 – 3    | Franciaország          | barátságos           | -       |         |
| 5.      | 1932. június 26.     | Belgrád (YUG)                   | Bulgária              | 2 – 0    | Románia                | Balkán-kupa          | -       |         |
| 6.      | 1932. október 2.     | Bukarest                        | Románia               | 0 – 5    | Lengyelország          | barátságos           | -       | 26'     |
|         | Összesen             |                                 |                       | 6        | mérkőzés               |                      | 0       | gól     |